# Bahnhof Toledo
Der Bahnhof Toledo (spanisch Estación de Toledo) ist der Bahnhof der Stadt Toledo in Spanien. Er liegt östlich vor der Stadt.
Der Bahnhof wird für Züge insbesondere nach Madrid  benutzt. Seit November 2005 verkehren Züge nach Madrid über die Schnellfahrstrecke Madrid–Toledo, wozu die bestehende Strecke in eine rund 21 km lange Zweigstrecke mit Normalspurgleisen umgebaut wurde, die bei La Sagra an die Schnellfahrstrecke anschließt. Betrieblich handelt es sich um einen Kopfbahnhof.

## Geschichte
Ursprünglich gehörten die Anlagen zum Compañía de los Ferrocarriles de Madrid a Zaragoza y Alicante (MZA). Das gegenwärtige Empfangsgebäude wurde 1919 nach Plänen des Architekten Narciso Clavería y Palacios fertiggestellt. Es handelt sich um ein fünfgliedriges symmetrisches Gebäude mit großem Mittelteil, wobei jedoch auf der Westseite zusätzlich ein hoher Turm angefügt ist. Im Erdgeschoss des Turms befand sich ein königliches Wartezimmer. Gebäude und Turm sind reich geschmückt mit Formen im Neomudéjar-Stil, womit das Gebäude auf das architektonische Erbe der Stadt Toledo Bezug nimmt. Das Empfangsgebäude ist ein bedeutendes Beispiel für historisierende Bahnhofsarchitektur.

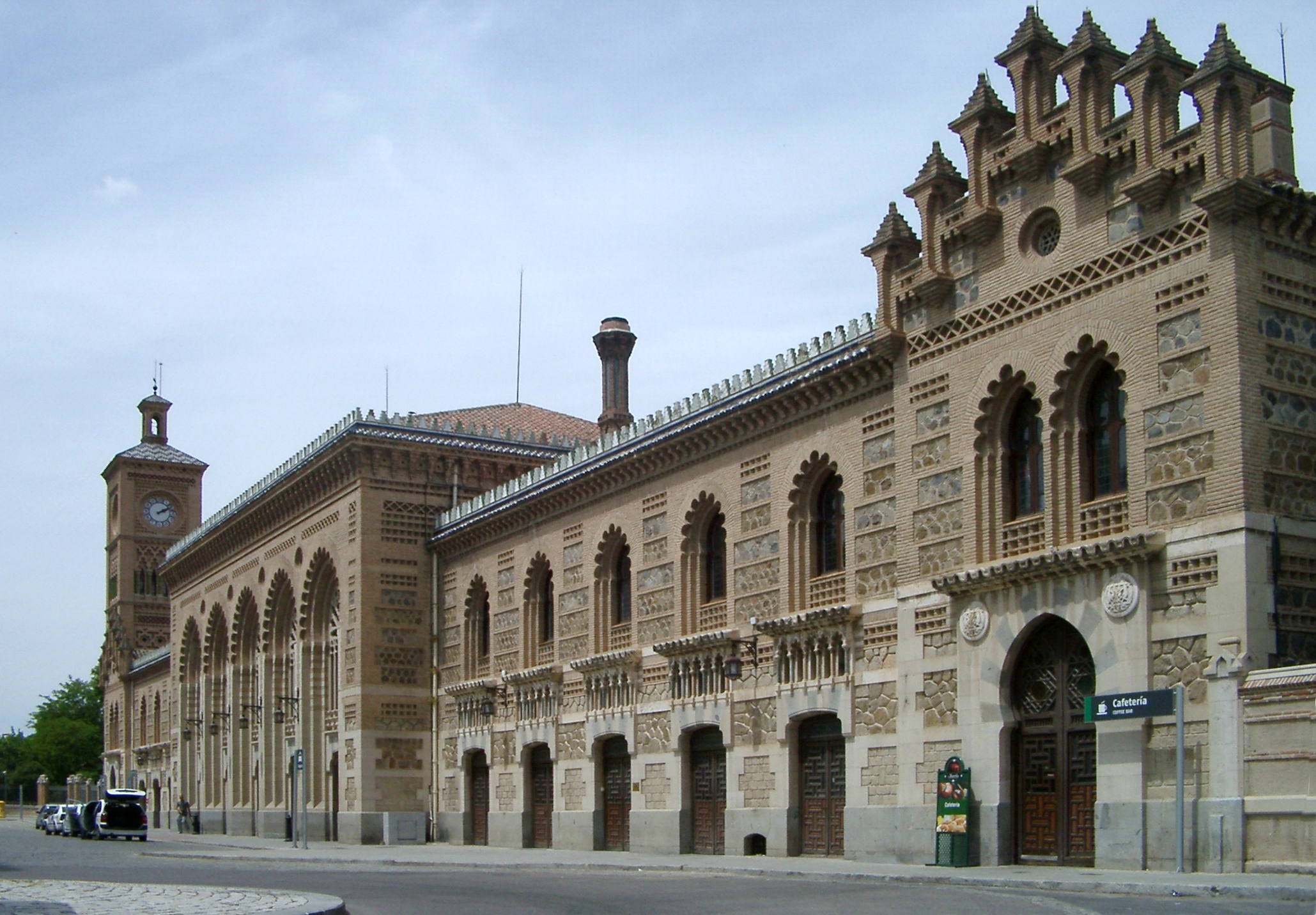
Außenansicht Straßenseite 2009
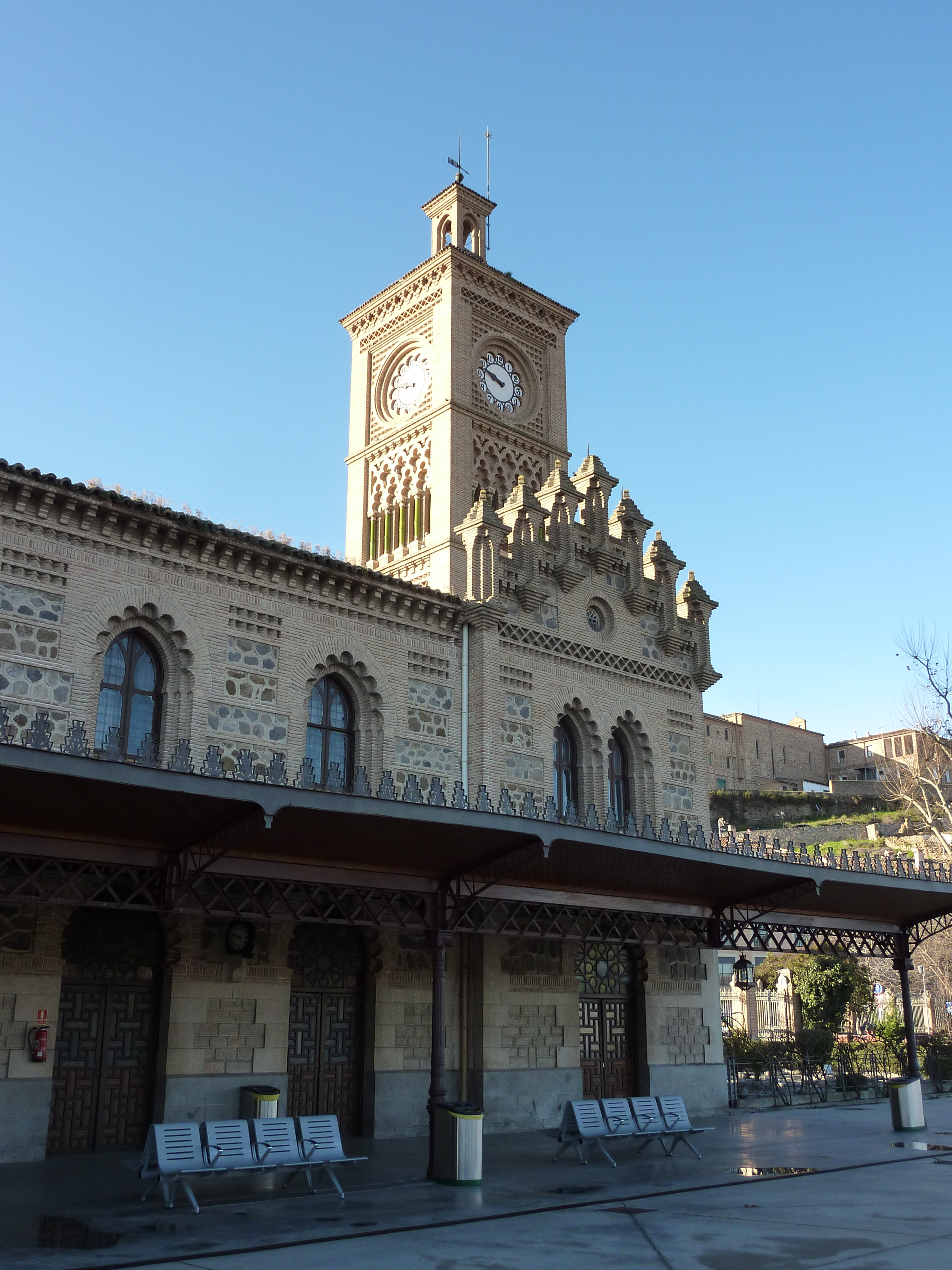
Außenansicht vom Gleis 2011
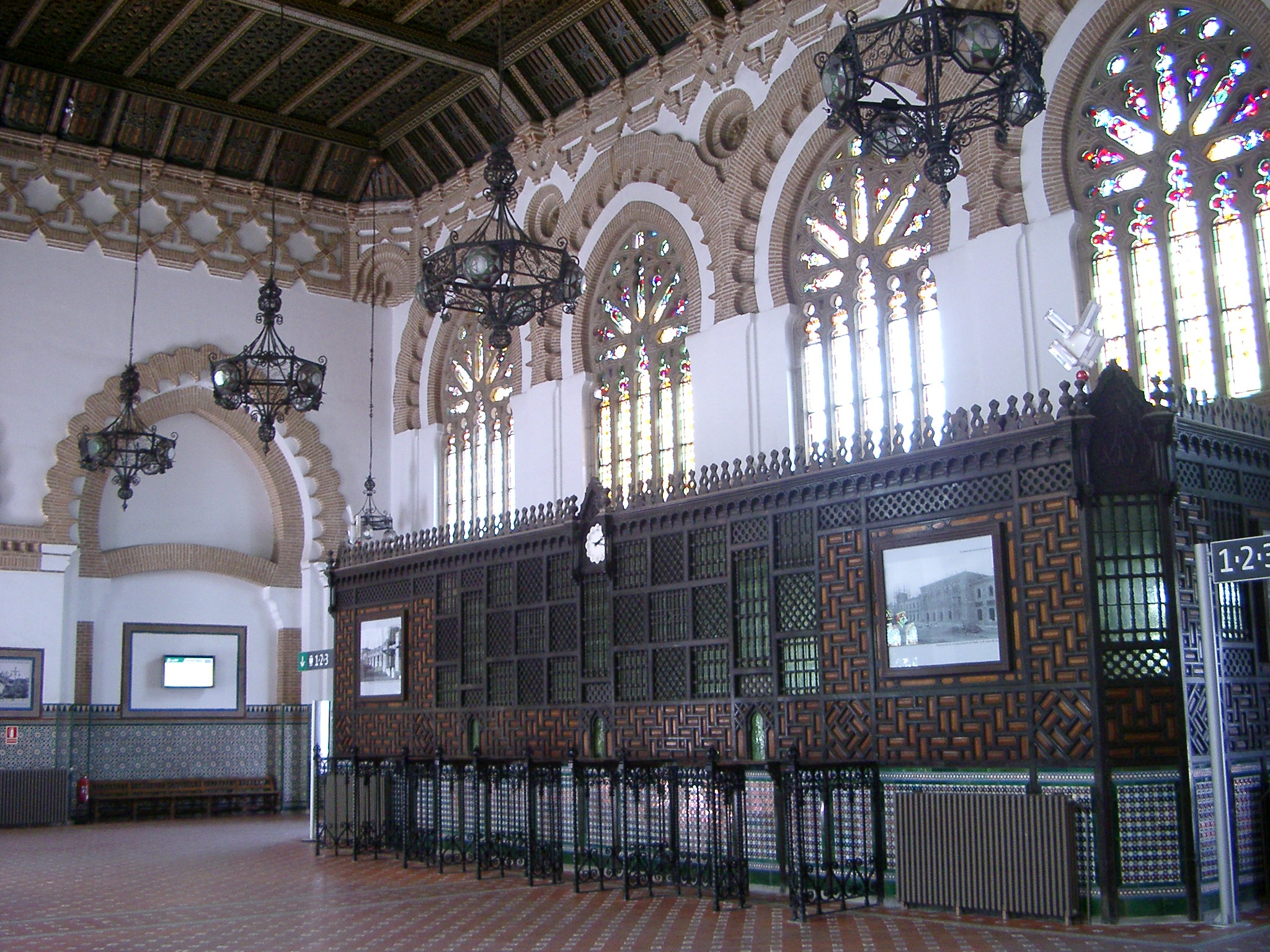
Schalterhalle mit ehem. Fahrkartenschalter 2009